# Cyliosoma unicolor
Cyliosoma unicolor är en mångfotingart som beskrevs av Filippo Silvestri 1897. Cyliosoma unicolor ingår i släktet Cyliosoma och familjen Sphaerotheriidae. Inga underarter finns listade i Catalogue of Life.